# 藤橋村立杉原中学校
藤橋村立杉原中学校（ふじはしそんりつ すぎはらちゅうがっこう）は、かつて岐阜県揖斐郡藤橋村（現・揖斐川町）にあった公立中学校。

## 概要
- 藤橋村の東部（鶴見、東杉原）が校区であった。1982年に藤橋中学校に統合され廃校。
- 杉原小学校に併設され、杉原小中学校とも称した。
- 校舎は改修され、宿泊施設のふじはし星の家として使用されている。

## 沿革
- 1947年（昭和22年）4月 - 藤橋村立藤橋中学校杉原分校として開校。藤橋村立杉原小学校に併設。開校時の生徒数は26名。
- 1950年（昭和25年）3月8日 - 藤橋村立杉原中学校として独立。親鬼姫生冬季分校を設置。
- 1951年（昭和26年）8月17日 - 校舎を新築。
- 1957年（昭和32年）9月 - 昭和32年台風第10号の豪雨により揖斐川にかかる杉原橋が流出。東杉原地区の生徒の通学が不可能となり、10月まで善勝寺[注釈 2]で東杉原地区の生徒は授業を受ける。
- 1958年（昭和33年）8月 - 昭和33年台風第17号により杉原橋が流出。東杉原地区の生徒は分散授業となる。
- 1959年（昭和34年）8月 - 集中豪雨により杉原橋が流出。東杉原地区の生徒は分散授業となる。
- 1962年（昭和37年）8月 - 横山ダム建設による集団離村により、親鬼姫生冬季分校を廃止。
- 1963年（昭和38年）9月 - 新校舎（鉄筋コンクリート造2階建）が完成。
- 1964年（昭和39年）8月 - プールが完成。
- 1968年（昭和43年）2月 - 豪雪により臨時休校。
- 1981年（昭和56年）4月1日 - 生徒数が0となり、休校[注釈 3]
- 1982年（昭和57年）
  - 3月29日 - 杉原小学校と合同で閉校式を行う。
  - 3月31日 - 横山中学校[注釈 4]に統合され、廃校。

## 親鬼姫生冬季分校
- 親地区に冬季分校が存在した。冬季分校が設置されていて、校区は親地区の区域及び鬼姫生（きびゅう）地区であった。
- 1948年8月、藤橋中学校親鬼姫生冬季分校として校舎の建設が開始されたが、建設中に藤橋中学校杉原分校が杉原中学校として分立することが決まり、開校時は杉原中学校親鬼姫生冬季分校となった。
- 横山ダム建設により、親地区、鬼姫生地区が水没することとなり、全住民が集団離村。1962年8月に廃校となった。